# Pristimantis wagteri
Pristimantis wagteri es una especie de anfibio anuro de la familia Craugastoridae.

## Distribución geográfica
Esta especie es endémica de la provincia de Mariscal Cáceres en la región de San Martín del Perú. Se encuentra entre los 2870 y 3000 m sobre el nivel del mar en la Cordillera Central.

## Etimología
Esta especie lleva el nombre en honor a Ronald Wagter.

## Publicación original
- Venegas, 2007: A New Species of Eleutherodactylus (Anura: Leptodactylidae) from the Cordillera Central in Northern Peru. Journal of Herpetology, vol. 41, n.º 3, p. 394-400.[6]